# Ľudovít Rajter

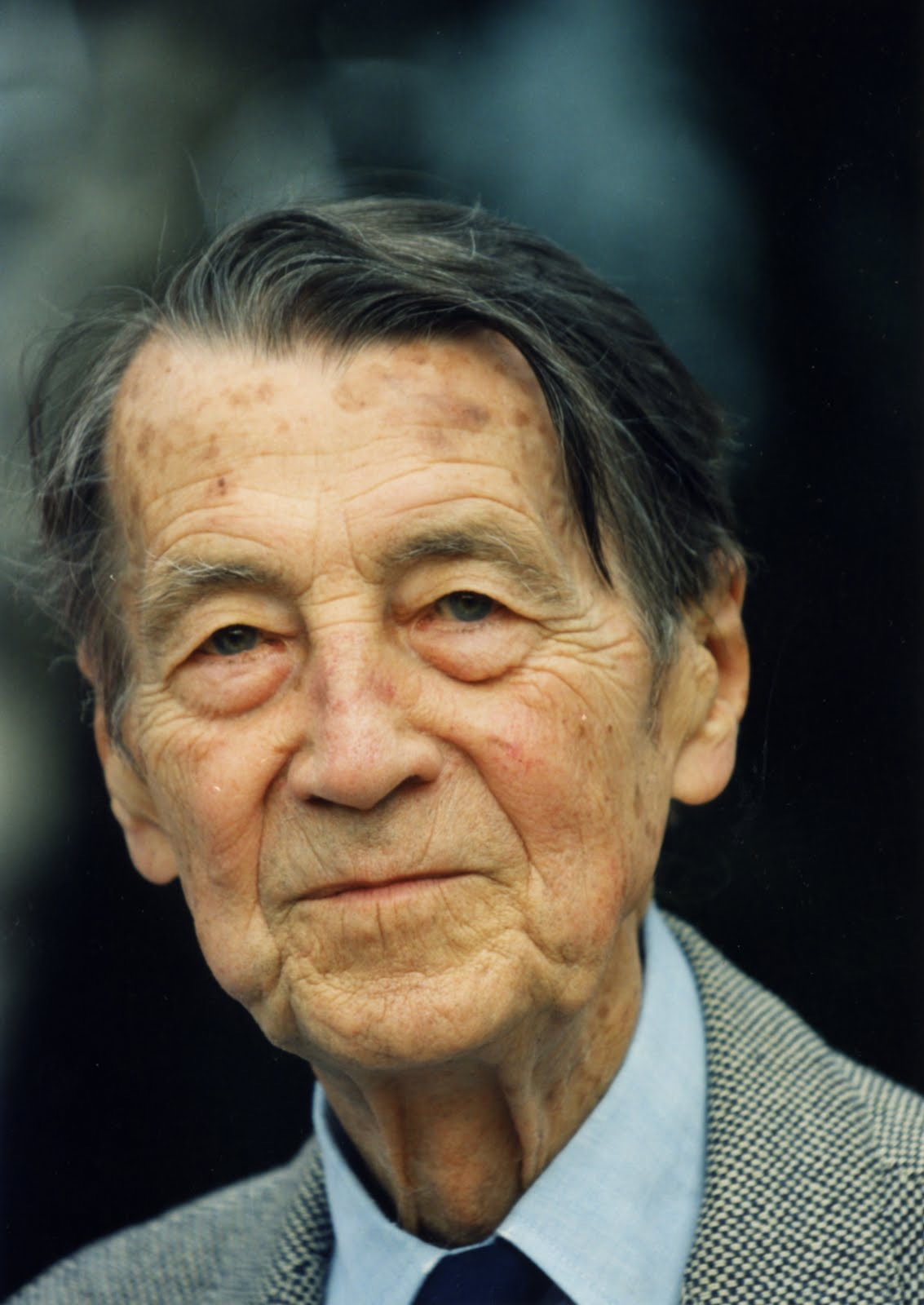
Ľudovít Rajter

Ľudovít Rajter (ung. Rajter Lajos) (* 30. Juli 1906 in Bösing, Österreich-Ungarn; † 6. Juli 2000 in Bratislava, Slowakei) war ein Dirigent, Komponist und Musikpädagoge.

## Leben
Der slowakische Dirigent Ľudovít Rajter mit deutsch-ungarischen Wurzeln stammt aus einer evangelischen Familie. Sein Vater arbeitete als Lehrer, Kantor und Chordirigent im Dienste der Evangelischen Kirche A.B. Rajters Familie stammte aus Süddeutschland und kam in der Zeit Maria Theresias (≈1740) nach Ungarn. In jener Zeit wurde der Familienname noch „Raiter“ bzw. „Rayter“ geschrieben. In Rajters Familie wurde in drei Sprachen gesprochen: Ungarisch, Deutsch und Slowakisch; und diese Gewohnheit behielt Rajter bis an sein Lebensende bei.

### Beruflicher Werdegang
Seine erste musikalische Ausbildung erhielt er von seinem Vater Lajos Rajter d. Ä. (1880–1945), danach (ab 1920) in der Musikschule in Preßburg (bei Alexander Albrecht); nach Abschluss dieser Schule und nach erfolgter Reifeprüfung am Preßburger Evangelischen Lyzeum A.B. im Jahre 1924 inskribierte er an der Hochschule für Musik und darstellende Kunst in Wien. Hier wurde er von den Preßburger Komponisten Franz Schmidt und Joseph Marx (Komposition) sowie Clemens Krauss (Dirigentenklasse) und Alexander Wunderer (Orchesterleitung) unterrichtet. In jener Zeit wurde Rajter auch Assistent von Clemens Krauss (bis 1933).

### Ungarn
Nach den Wiener Studien wechselte er 1929 an die Musikhochschule Franz Liszt (Liszt Ferenc Zeneművészeti Főiskola) in Budapest, wo er Meisterschüler von Ernst von Dohnányi wurde. Im Jahre 1935 wurde er zum ersten Dirigenten des Ungarischen Rundfunkorchesters in Budapest gewählt. Diese Tätigkeit übte er bis zum Jahre 1945 aus. Außerdem wirkte er auch als Professor an der Hochschule für Musik in Budapest. In dieser Zeit erhielt Rajter zahlreiche Einladungen auch von bedeutenden ausländischen Orchestern; zahlreiche Werke von Béla Bartók und Zoltán Kodály wurden unter seinem Dirigentenstab uraufgeführt.

### Nachkriegsjahre
Im Jahre 1946 kehrte Rajter in die Tschechoslowakei zurück und wirkte bis 1949 als Chefdirigent des Tschechoslowakischen Rundfunkorchesters in Preßburg. 1949 wurde er gemeinsam mit Václav Talich der Begründer der Slowakischen Philharmonie, dessen erster Dirigent er später wurde. In der stalinistischen Zeit (Anfang der 1950er-Jahre) schien Rajter den damaligen kommunistischen Machthabern nicht ausreichend „politisch verlässlich“ zu sein, deshalb erhielt er Dirigierverbot und wurde als „Archivar“ in das Philharmonie-Archiv verbannt, das seit der Gründung des Orchesters in der Preßburger Redoute seinen Heimatsitz hatte. Erst ab 1953 (nach Stalins Tod) erhielt er die Stelle des Chefdirigenten des Slowakischen Philharmonischen Orchesters, die er bis 1961 innehatte. Aber auch später gehörte er nie zu den „Begünstigten“ der damaligen sozialistischen Tschechoslowakei. Die Stelle des Chefdirigenten erhielt damals der Schostakowitsch-Verehrer Ladislav Slovák.
Im Jahre 1966 leitete Rajter im Rahmen der Internationalen Sommerakademie Mozarteum Salzburg die Meisterklasse für Dirigenten.
Im Jahre 1968 kehrte er zum Rundfunkorchester des Tschechoslowakischen Rundfunks zurück und wirkte hier bis zu seiner Pensionierung im 1976 als Chefdirigent.
Rajter war mit Leib und Seele Europäer, bereits in einer Zeit, als dieses Wort noch nicht modern war. Sein Auftreten sowie sein Dirigierstil war voller Eleganz und Noblesse. Aber auch seine Gesamterscheinung, seine hohe, schlanke Gestalt und eine unglaubliche Sicherheit am Dirigentenpult war für die Zuhörer immer wieder beeindruckend. Zahlreiche Werke der Musikweltliteratur beherrschte und dirigierte er auswendig. So z. B. sämtliche Symphonien Ludwig van Beethovens sowie einen Teil der Werke Mozarts und Joseph Haydns.
Seit der Gründung der Hochschule für musische Künste (Vysoká škola muzických umení v Bratislave) im Jahre 1949 wirkte er bis 1976 auch als Lehrer an dieser Anstalt. Nach seiner Rehabilitierung im Jahre 1991 wurde ihm der Titel eines Professors dieser Anstalt verliehen.
Im fortgeschrittenen Alter heiratete Ludwig Rajter Elisabeth geb. Aich, die Tochter eines Preßburger Arztes und die ältere Schwester des bekannten ungarischen Journalisten Peter Aich. Aus der Ehe ging ein Sohn hervor.
Jedoch auch im Ruhestand führte Rajter ein reges musikalisches Leben mit zahlreichen Konzertaufführungen. In den 1980er-Jahren galt er als der älteste aktive Dirigent der Welt. Trotz seines hohen Alters bekam er auch in dieser Zeit zahlreiche Einladungen von vielen bedeutenden ausländischen Orchestern. Das Symphonische Orchester von Steinamanger ernannte ihn 1991 zum Ehrendirigenten des Orchesters auf Lebenszeit.

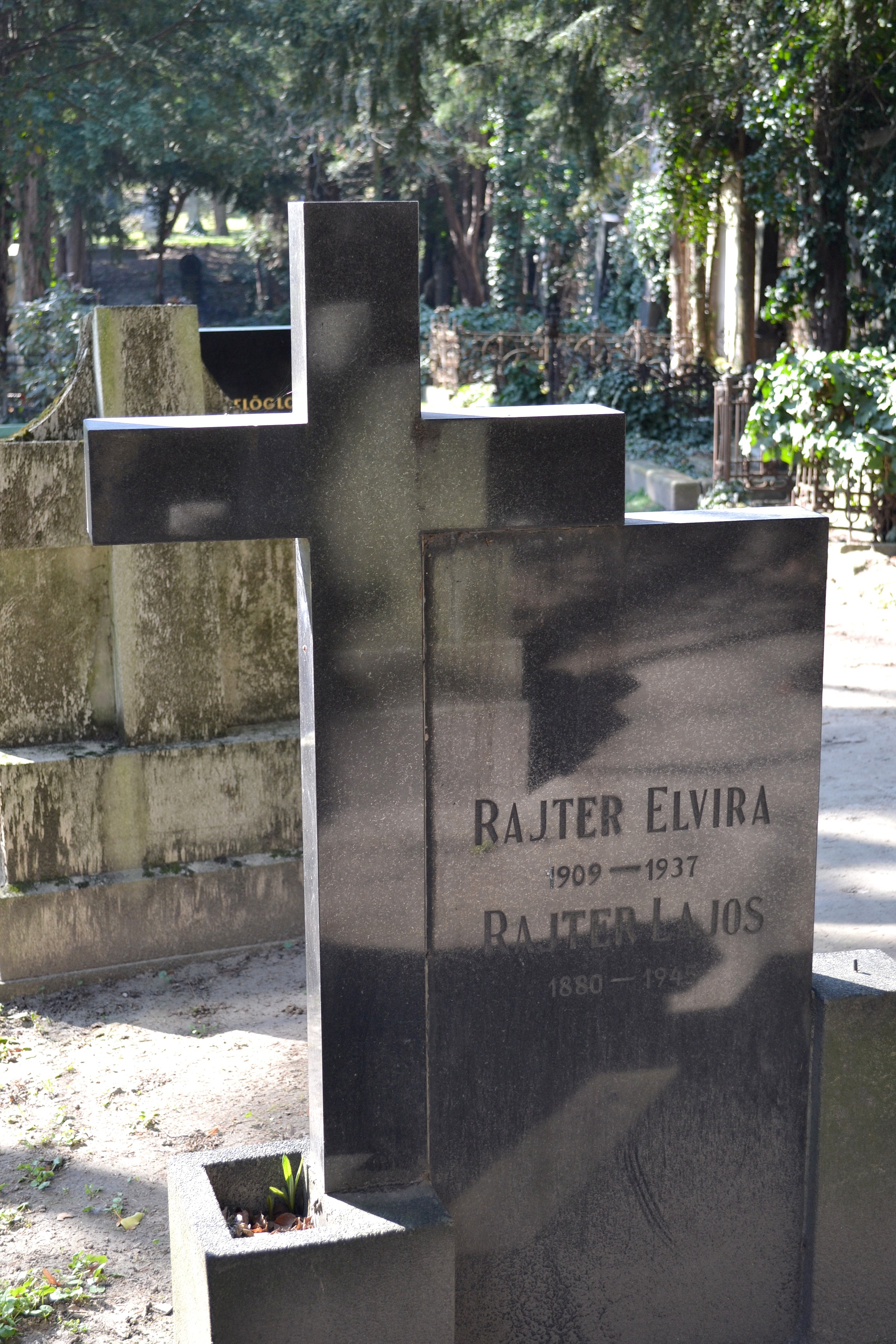
Das Grab der Eltern des Dirigenten am evangelischen Gaistor-Friedhof in Preßburg

Rajter starb nach einem erfüllten Leben am 6. Juli 2000 in Preßburg. Seine sterblichen Überreste wurden in seine Vaterstadt Bösing überführt und dort beigesetzt.

### Der Komponist
Als Komponist entwickelte Rajter einen eigenen Stil. Sein Werk hat seine Wurzeln in der Wiener und Budapester Kompositionsschule (Franz Schmidt, Ernst von Dohnányi, Béla Bartók, Alexander Albrecht). Zahlreiche Online-Aufnahmen seines eigenen Schaffens sowie von Werken bedeutender anderer Komponisten, die unter seinem Taktstock erklangen, sind auf YouTube und Spotify abrufbar.

## Ehrungen und Auszeichnungen
Rajter erhielt im Laufe seines Lebens (aber auch danach) zahlreiche Auszeichnungen und Ehrungen. Die bedeutendsten waren:
- 1936: Dr. h. c. New York College of Musik
- 1994: Bartók-Pásztory-Preis (Bartók-Pásztory-Díj)[6]
- 1997: Ehrenkreuz für Wissenschaft und Kunst der Republik Österreich, I. Klasse
- 2000: Ehrenmitglied der Ungarischen Akademie der Künste
- 2007: Pribina Kreuz der I. Klasse / in memoriam (Pribinov kríž 1. triedy)[7]
- 2017: Ján Cikker Preis / in memoriam (cena Jána Cikkera)[8]

Am 27. Juli 2006 wurde aus Anlass seines hundertsten Geburtstages auf seinem Wohnhaus (Bratislava, Fándlyho 1) eine Gedenktafel angebracht.